# Au-dessus de la mêlée (émission de télévision)
Pour les articles homonymes, voir Au-dessus de la mêlée.
Au-dessus de la mêlée est une émission télévisée sportive animée par Mario Langlois et diffusée sur Radio-Canada du lundi au vendredi à 23h. Elle a été remplacée en 2008 par La Zone.